# Sauro Petrini
Sauro Petrini (San Pietro in Vincoli, 6 luglio 1952 – Forlimpopoli, 2 luglio 2006) è stato un calciatore e dirigente sportivo italiano.

## Carriera
Cresciuto nel Forlì, Petrini si rivelò nel Mantova conquistando con la squadra lombarda la massima serie.
Segnò 6 gol, ma non riuscì a salvare la squadra biancorossa dalla retrocessione. Passò quindi alla Sampdoria che lo acquistò assieme al suo compagno di attacco Roberto Badiani cedendo in cambio al Mantova Ermanno Cristin e Rocco Fotia.
Rimase due anni in blucerchiato, poi, salvo una breve parentesi nei cadetti con l'Avellino, continuò a giocare in Serie A militando nel Cesena e nel Catanzaro, con cui conquistò la promozione in massima serie nella stagione 1977-1978, sia pure da rincalzo (9 presenze senza reti).
Dopo una stagione a Rimini in Serie B, scelse di proseguire l'attività agonistica nelle serie minori.
In carriera ha totalizzato complessivamente 87 presenze e 11 reti in Serie A e 64 presenze e 7 reti in Serie B.
Appese le scarpe al chiodo, rimase nel mondo del calcio fondando la prima società di calcio a 5 di Forlì e svolgendo le mansioni di dirigente.
È morto nel 2006 all'età di 53 anni, stroncato da una malattia.

## Palmarès

### Club

#### Competizioni nazionali
- Serie B: 1

Mantova: 1970-1971